# Tony Sanneh
Anthony „Tony“ Sanneh (* 1. Juni 1971 in Saint Paul, Minnesota) ist ein ehemaliger US-amerikanischer Fußballspieler.

## Vereinskarriere

### Jugend
Tony Sanneh wuchs in Saint Paul auf. Er besuchte dort die St. Paul Academy and Summit School, wo er in der Schulmannschaft Fußball spielte. Als er 1990 die Schule beendete, war er schon zweimal für das All-State Team nominiert worden. Während seiner College-Zeit spielte er für die University of Wisconsin–Milwaukee in der Horizon League. Als Stürmer erzielte er für die Panthers insgesamt 53 Tore von 1990 bis 1993.

### Profilaufbahn
In seinem ersten Jahr nach dem College spielte er 1994 bei Milwaukee Rampage in der USISL. Anschließend wechselte er zu Chicago Power, wo er bis 1996 in der National Professional Soccer League Hallenfußball spielte. Parallel spielte er von 1995 bis 1996 für Minnesota Thunder in der USISL Pro League bzw. USISL Select League. Mit der Mannschaft erreichte er 1995 das Finale der Play-offs.
Mit Gründung der Major League Soccer spielte Sanneh ab 1996 bei D.C. United. Bis dahin noch als Stürmer aktiv, spielte er bei United auf diversen Position, die meiste Zeit aber im rechten Mittelfeld. Er konnte mit der Mannschaft zweimal den MLS Cup gewinnen und erzielte in beiden Finalen jeweils ein Tor für seine Mannschaft. Am Ende der Saison 1998 verließ er D.C. United und unterzeichnete im Januar 1999 einen Vertrag bei Hertha BSC.
Bei den Berlinern gelang es Sanneh nie, Stammspieler zu werden. In drei Saisons kam er auf 32 Einsätze, davon nur sieben über volle 90 Minuten. Allerdings war er in dieser Zeit auch sehr oft verletzt. 2001 wechselte er zum 1. FC Nürnberg und war dort in seinem ersten Jahr Stammspieler der Mannschaft. Er verletzte sich allerdings schwer und fiel für 13 Monate aus. In dieser Zeit stieg der Verein in die 2. Bundesliga ab. Nach seiner Verletzung spielte er weiter für Nürnberg und erzielte 5 Tore.
2004 kehrte Sanneh in MLS zurück und spielte bei der Columbus Crew. Am Ende der Saison wechselte er zu Chicago Fire im Austausch für Ante Razov und einer Ablösesumme. Auch hier konnte er sich als Führungsspieler etablieren. Am Ende der Saison 2006 konnten sich Sanneh und das Franchise nicht auf einen neuen Vertrag einigen und der Spieler verließ die Mannschaft.
Am 24. Juli 2007 unterzeichnete er einen Vertrag bei Minnesota Thunder in der USL First Division, wo er für zwei Spiele auf dem Platz stand. In der Zwischenzeit übernahmen die Colorado Rapids die Rechte an Sanneh und somit war dieser wieder spielberechtigt in der MLS. Bei den Rapids stand er am 16. August 2007 auf dem Platz. Er spielte 10 der restlichen 12 Spiele für die Mannschaft, verlängerte aber seinen Vertrag am Saisonende nicht.
Nachdem er die Saison 2008 nicht gespielt hat und auch von keiner Mannschaft mehr angenommen wurde, schloss er sich im Februar 2009 Los Angeles Galaxy an. Hier absolvierte er 13 Spiele, konnte aber aufgrund einer weiteren Verletzung nicht am Rest der Saison teilnehmen. Er wurde für die Saison 2010 nicht mehr berücksichtigt und erklärte sein Karriereende.

## Nationalmannschaft
Für die Nationalmannschaft der USA gab er sein Debüt 9. Januar 1997 gegen China. Bei der Fußball-Weltmeisterschaft 2002 wurde er zu einem der besten Spieler der Mannschaft gewählt und spielte jedes Spiel durch.
Beim CONCACAF Gold Cup 2005 stand er zum letzten Mal für die Nationalmannschaft auf dem Platz.

## Sonstiges
Nach seinem Karriereende gründete Sanneh sein eigenes Fußballcamp, welches in der Region Mittlerer Westen und auf den US Virgin Islands veranstaltet wird. Außerdem arbeitete er für den Fußballklub Minneapolis United als Trainer und Berater. Er gründete eine Wohltätigkeitsorganisation in seiner Heimatstadt Saint Paul, Minnesota, welche sich u. a. für Jugendliche in Haiti und in Minnesota einsetzt.
2013 kehrte er kurz zum aktiven Fußball zurück und spielte für lokalen Klub Brits Pub FC. Außerdem spielt er bei diversen Wohltätigkeitsspielen mit, um Geld für seine Organisation zu sammeln.